# 선천군
선천군(宣川郡)은 조선민주주의인민공화국 평안북도에 있는 군이다. 평북 서부 지역에서 황해를 접한다.

## 지리
북쪽은 천마군, 동쪽은 구성시와 곽산군, 서쪽은 동림군, 남쪽은 황해이다. 이 가운데 동림군은 1952년에 선천군에서 일부 지역이 떨어져나와 신설된 군이다.
구릉과 평원이 함께 있으며 서해 쪽으로는 신미도를 주도로 한 여러 섬이 열도를 이룬다.

## 역사
고려시대에는 통주로 불렸다. 1030년에 선주로 개칭되었고 방어사가 놓여졌으며, 조선시대인 1413년에 선천으로 고쳐졌다. 1563년에 선천부로 승격했다.
| Daedongyeojido (Gyujanggak) 08-05.jpg |  |
|                                       |  |

1895년, 행정구역 재편에 의해 선천군이 되었다. 근대 조선의 기독교 중심지의 하나였다. 양전택이 세운 신성학교와 보성여학교 그리고 선천상업학교 등이 있었다.
- 1931년 4월 1일 선천면이 선천읍으로 승격하였다.[2]
- 1943년 10월 1일 심천면 오봉동을 철산군에 편입하였다.[3]
- 1952년 선천군 일부를 동림군으로 분군하였다.

## 행정 구역
현재 선천군에는 1읍과 24리가 있다.
- 선천읍 (宣川邑)
- 월천리 (越川里)
- 백현리 (白峴里)
- 안상리 (安上里)
- 인암리 (仁巖里)
- 수청리 (水淸里)
- 고성리 (古星里)
- 원봉리 (圓峯里)
- 삼봉리 (三峯里)
- 석화리 (石和里)
- 삼성리 (三省里)
- 고부리 (古府里)
- 장공리 (長公里)
- 효자리 (孝子里)
- 연봉리 (延峯里)
- 로하리 (路下里)
- 인곡리 (仁谷里)
- 송현리 (松峴里)
- 일봉리 (日峯里)
- 장요리 (長腰里)
- 진도리 (眞島里)
- 약수리 (藥水里)
- 문사리 (文泗里)
- 원창리 (院倉里)
- 신미리 (身彌里)

## 산업
지역 경제는 주로 축산업과 양잠업을 포함한 농업, 그리고 어업과 제조업에 의존한다. 논농사 외에는 옥수수, 콩, 담배 등을 기른다.

## 교통
평양과 신의주를 잇는 평의선이 지나가고, 신미도와 본토 사이에는 배가 다닌다.
중국과 가까운 선천에는 19세기부터 개신교 세력이 융성하여, 일제강점기까지 50개 이상의 교회가 세워지기도 했다. 개신교 출신의 독립운동가들이 많이 배출된 곳이다. 조선민주주의인민공화국 수립 전까지 불교 사찰도 13곳이 있었다.

## 같이 보기
- 선천군 (대한민국)